# Misumenoides proseni
Misumenoides proseni là một loài nhện trong họ Thomisidae.
Loài này thuộc chi Misumenoides. Misumenoides proseni được Cândido Firmino de Mello-Leitão miêu tả năm 1944.